# Voleibol nos Jogos Olímpicos de Verão de 1988 - Feminino
O torneio feminino de voleibol nos Jogos Olímpicos de Verão de 1988 foi realizado na Arena Jamsil, no Ginásio Universitário Hanyang e no Hall Saemaul, Seul, entre 20 e 29 de setembro e organizado pela Federação Internacional de Voleibol (FIVB) em conjunto com o Comitê Olímpico Internacional (COI).

## Medalhistas
A União Soviética foi campeã olímpica de voleibol, derrotando o Peru na final. A China ganharam o bronze frente ao Japão.
|  | URS União Soviética |  | PER Peru |  | CHN China |
|  | Valentina Ogiyenko Yelena Volkova Marina Kumysh Irina Smirnova Tatyana Sidorenko Irina Parkhomchuk Tatyana Kraynova Olga Shkurnova Marina Nikulina Elena Chebukina Olga Krivosheyeva Svetlana Korytova |  | Cenaida Uribe Rosa García Gabriela Pérez Isabel Heredia Cecilia Tait Luisa Cervera Denise Fajardo Alejandra de la Guerra Gina Torrealva Natalia Málaga Miriam Gallardo Kathy Horny |  | Li Guojun Hou Yuzhu Yang Xilan Su Huijuan Jiang Ying Cui Yongmei Yang Xiaojun Zheng Meizhu Wu Dan Li Yueming Wang Yajun Zhao Hong |

## Qualificação
| Torneio de qualificação          | Data                                | Sede           | Vagas | Qualificados      |  |
| -------------------------------- | ----------------------------------- | -------------- | ----- | ----------------- |  |
| País-sede                        | 30 de setembro de 1981              | Baden-Baden    | 1     | Coreia do Sul     |  |
| Jogos Olímpicos de 1988          | 30 de julho–7 de agosto de 1984     | Los Angeles    | 1     | China             |  |
| Campeonato Mundial de 1986       | 2–13 de setembro de 1986            | Praga          | 1     | Cuba · Brasil     |  |
| Campeonato Asiático de 1987      | 6–14 de junho de 1987               | Xangai         | 1     | Japão             |  |
| Campeonato Europeu de 1987       | 25 de setembro–3 de outubro de 1987 | Auderghem      | 1     | Alemanha Oriental |  |
| Campeonato da NORCECA de 1987    | 12-19 de junho de 1987              | Havana         | 1     | Estados Unidos    |  |
| Campeonato Sul-americano de 1987 | 20-29 de setembro de 1987           | Punta del Este | 1     | Peru              |  |
| Qualificatório Mundial           | —                                   | Itália         | 1     | União Soviética   |  |
| Total                            |                                     |                | 8     |                   |  |

## Composição dos grupos
| Grupo A           | Grupo B        |
| ----------------- | -------------- |
| Alemanha Oriental | Brasil         |
| Japão             | China          |
| Coreia do Sul     | Peru           |
| União Soviética   | Estados Unidos |

## Fase de grupos
Na fase de grupos, as seleções jogaram entre si repartidas em dois grupos de quatro equipas cada. Os dois melhores apuraram-se para as semifinais.
- Placar de 3–0 ou 3–1: 3 pontos para o vencedor, nenhum para o perdedor;
- Placar de 3–2: 2 pontos para o vencedor, 1 para o perdedor.

### Grupo A
|  | Equipes classificadas para as semifinais |

|     |                   |     | Jogos | Jogos | Jogos | Resultados | Resultados | Resultados | Resultados | Resultados | Resultados | Sets | Sets | Sets  | Pontos | Pontos | Pontos |
| Pos | Equipe            | Pts | T     | V     | D     | 3–0        | 3–1        | 3–2        | 2–3        | 1–3        | 0–3        | V    | P    | R     | V      | P      | R      |
| --- | ----------------- | --- | ----- | ----- | ----- | ---------- | ---------- | ---------- | ---------- | ---------- | ---------- | ---- | ---- | ----- | ------ | ------ | ------ |
| 1   | União Soviética   | 7   | 3     | 2     | 1     | 2          | 0          | 0          | 1          | 0          | 0          | 8    | 3    | 2.667 | 154    | 114    | 1.351  |
| 2   | Japão             | 6   | 3     | 2     | 1     | 0          | 1          | 1          | 1          | 0          | 0          | 8    | 6    | 1.333 | 173    | 159    | 1.088  |
| 3   | Coreia do Sul     | 3   | 3     | 1     | 2     | 0          | 1          | 0          | 0          | 1          | 1          | 4    | 7    | 0.571 | 116    | 137    | 0.847  |
| 4   | Alemanha Oriental | 2   | 3     | 1     | 2     | 0          | 0          | 1          | 0          | 1          | 1          | 4    | 8    | 0.500 | 127    | 160    | 0.794  |

Ordenamento da classificação: 1) Número de vitórias; 2) Pontos; 3) Razão de sets; 4) Razão de pontos; 5) Confronto direto.
- 20 de setembro

|               |     |                   |                             |  |
| Japão         | 3-2 | União Soviética   | 15-2 8-15 15-12 10-15 19-17 |  |
| Coreia do Sul | 3-1 | Alemanha Oriental | 15-6 14-16 15-10 15-7       |  |

- 23 de setembro

|                   |     |               |                            |  |
| Alemanha Oriental | 3-2 | Japão         | 11-15 16-14 4-15 15-2 15-7 |  |
| União Soviética   | 3-0 | Coreia do Sul | 15-5 15-8 15-7             |  |

- 25 de setembro

|                 |     |                   |                      |  |
| União Soviética | 3-0 | Alemanha Oriental | 18-16 15-7 15-4      |  |
| Japão           | 3-1 | Coreia do Sul     | 8-15 15-3 15-11 15-8 |  |

### Grupo B
|  | Equipes classificadas para as semifinais |

|     |                |     | Jogos | Jogos | Jogos | Resultados | Resultados | Resultados | Resultados | Resultados | Resultados | Sets | Sets | Sets  | Pontos | Pontos | Pontos |
| Pos | Equipe         | Pts | T     | V     | D     | 3–0        | 3–1        | 3–2        | 2–3        | 1–3        | 0–3        | V    | P    | R     | V      | P      | R      |
| --- | -------------- | --- | ----- | ----- | ----- | ---------- | ---------- | ---------- | ---------- | ---------- | ---------- | ---- | ---- | ----- | ------ | ------ | ------ |
| 1   | Peru           | 7   | 3     | 3     | 0     | 1          | 0          | 2          | 0          | 0          | 0          | 9    | 4    | 2.250 | 177    | 142    | 1.246  |
| 2   | China          | 7   | 3     | 2     | 1     | 1          | 1          | 0          | 1          | 0          | 0          | 8    | 4    | 2,000 | 161    | 132    | 1.220  |
| 3   | Estados Unidos | 3   | 3     | 1     | 2     | 0          | 0          | 1          | 1          | 0          | 1          | 5    | 8    | 0.625 | 140    | 167    | 0.838  |
| 4   | Brasil         | 1   | 3     | 0     | 3     | 0          | 0          | 0          | 1          | 1          | 1          | 3    | 9    | 0.333 | 126    | 163    | 0.773  |

Ordenamento da classificação: 1) Número de vitórias; 2) Pontos; 3) Razão de sets; 4) Razão de pontos; 5) Confronto direto.
- 20 de setembro

|       |     |                |                  |  |
| China | 3-0 | Estados Unidos | 15-9 15-5 15-7   |  |
| Peru  | 3-0 | Brasil         | 15-11 15-11 15-3 |  |

- 23 de setembro

|                |     |        |                              |  |
| Estados Unidos | 3-2 | Brasil | 14-16 15-5 15-13 12-15 15-7  |  |
| Peru           | 3-2 | China  | 13-15 15-13 7-15 15-12 16-14 |  |

- 25 de setembro

|       |     |                |                           |  |
| China | 3-1 | Brasil         | 2-15 15-7 15-12 15-11     |  |
| Peru  | 3-2 | Estados Unidos | 12-15 9-15 15-4 15-5 15-9 |  |

## Fase final
Na fase final as seleções disputaram, no máximo, mais três jogos (para as equipas que discutiram as medalhas), em formato de eliminatória.
|  | Semifinal       | Semifinal      |   |                | Final               | Final |  |
|  |                 |                |   |                |                     |       |  |
|  | 27 de setembro  |                |   |                |                     |       |  |
|  | União Soviética | 3              |   |                |                     |       |  |
|  | China           | 0              |   |                |                     |       |  |
|  |                 |                |   |                |                     |       |  |
|  |                 |                |   |                | 29 de setembro      |       |  |
|  |                 |                |   |                | União Soviética     | 3     |  |
|  |                 | Peru           | 2 |                |                     |       |  |
|  |                 |                |   |                |                     |       |  |
|  |                 |                |   |                |                     |       |  |
|  |                 |                |   |                | Disputa pelo bronze |       |  |
|  | 27 de setembro  | 27 de setembro |   | 29 de setembro | 29 de setembro      |       |  |
|  | Japão           | 2              |   | China          | 3                   |       |  |
|  | Peru            | 3              |   |                | Japão               | 0     |  |

- 27 de setembro — semi-finais

|                 |     |       |                            |  |
| União Soviética | 3-0 | China | 15-0 15-9 15-2             |  |
| Peru            | 3-2 | Japão | 15-9 15-6 6-15 10-15 15-13 |  |

- 27 de setembro — classificação 5º-8º lugar

|                   |     |                |                            |  |
| Brasil            | 3-2 | Coreia do Sul  | 15-6 15-17 8-15 15-4 17-15 |  |
| Alemanha Oriental | 3-1 | Estados Unidos | 15-13 15-11 10-15 15-8     |  |

- 29 de setembro — jogo de classificação 7-8

|                |     |               |                            |  |
| Estados Unidos | 3-2 | Coreia do Sul | 15-4 12-15 13-15 15-9 15-8 |  |

- 29 de setembro — jogo de classificação 5-6

|                   |     |        |                       |  |
| Alemanha Oriental | 3-1 | Brasil | 15-9 15-4 11-15 15-11 |  |

- 29 de setembro — jogo de classificação 3-4

|       |     |       |                 |  |
| China | 3-0 | Japão | 15-13 15-6 15-6 |  |

- 29 de setembro — final

|                 |     |      |                              |  |
| União Soviética | 3-2 | Peru | 10-15 12-15 15-13 15-7 17-15 |  |

## Classificação final
Esta foi a classificação final do torneio:
| Pos.              | Equipe            |
| ----------------- | ----------------- |
| Medalha de ouro   | União Soviética   |
| Medalha de prata  | Peru              |
| Medalha de bronze | China             |
| 4                 | Japão             |
| 5                 | Alemanha Oriental |
| 6                 | Brasil            |
| 7                 | Estados Unidos    |
| 8                 | Coreia do Sul     |